# 민족정기
민족정기(民族正氣, 民族精氣)는 한국의 내셔널리즘 형성기에 만들어진 숙어이다.
국립국어원 표준국어대사전에 등재되어 있고, 행정용어로 쓰일 뿐더러(독립유공자예우에 관한 법률), 한국 근현대사에서도 여러 번 등장했으나, 정기를 나타내는 한자도 正氣와 精氣로 나뉘며, 학문상으로도 크게 연구되지 않았다.

## 민족정기란?
일단 표준국어대사전에서는 民族正氣를 "한 민족의 공통 의지로서 바르고 큰 기풍."으로, 民族精氣를 "한 민족의 얼이 깃든 기운."으로 정의한다.
애매모호한 개념이지만 김종성은 民族正氣를 "한 민족이 고유한 역사와 문화를 영위하는 가운데 갖게 된 민족의 원형적 기질 또는 정수로서의 정신"으로, 황선희는 民族精氣를 "고대 이래 외세의 침입이나 내부적 혼란이 있을 때마다 애국적·저항적·투쟁적 민족의 원동력으로 발휘"된 "정의로운 정신적 잠재능력으로서 일명 민족양심"으로 정의했다.
정기(正氣)는 동양 사회에서 원래부터 쓰인 말이며 민족은 근대에 와서 새로 지어진 말이다. 김종성은 민족 및 민족주의 개념이 전파되어 정기에 새롭게 민족을 붙여 만든 말이라고 추측한다. 아울러 대한제국 말기 독립지사들이 민족정신을 의미하는 독일어 Volksgeist 에서 착안한 것이 일반적 견해라고 설명한다.
김종성은 정기(正氣)라는 말을 요약하면 원초적 에너지로서의 기(氣)가 정(正) 혹은 의(義)를 만나 "올바름을 지향하는 기" 내지 "올바른 기"가 된 것이라 설명한다. 또한 이를 여러 각도에서 보면 "진심에서 우러나오는 바른 기운(正氣)", "호연지기", "생명의 근원으로서의 혼 또는 얼", "타인을 위해 희생하는 의기(義氣)" 등 의미를 찾을 수 있다고 말한다.
황선희, 김종성은 국혼(박은식), 낭가사상(신채호), 조선심(문일평), 조선정신(최남선), 조선의 얼(정인보) 등 개념을 민족정기(민족정신)의 다른 표현으로 보고 있다. 김종성은 나아가 홍익인간 이화세계, 풍류도, 선비 정신까지 그 의미가 소급적용될 수 있는 것으로 본다.
장유승은 후술할 조정래 작가의 발언을 비판하는 맥락에서 이를 야마토다마시의 대항논리에서 만든 말에 불과하다고 잘라 말했다. 장유승이 파악한 민족정기의 계보는 다음과 같다. 야마토다마시라는 슬로건으로 근대화에 성공한 일본을 보고 중국과 조선의 지식인들은 자국민 단결을 위해 이러한 슬로건의 필요성을 깨닫는다. 먼저 1899년 량치차오가 중국혼을 제창한 이래, 이에 자극받은 최석하가 1906년 조선혼을 주창했다. 이때부터 혼이라는 단어는 민족 고유의 정신으로 개념이 변화되었으며, 이후에 나온 박은식의 국혼, 문일평의 조선심, 정인보의 얼은 이것을 계승한 것이다. 그리고 어느 시점에 혼와 얼은 정기라는 말로 대체되었다. 장유승은 민족정기의 正氣가 야마토다마시를 나타내는 한자 가운데 하나인 大正氣에서 유래한다는 점에서, 그다지 독창적이지 않다고 지적한다.
오구라 기조는 저서 《한국은 하나의 철학이다》에서, 한국인에게 한반도는 살아 있는 완벽한 생명체로 인식되며, 여기에 흐르는 것이 기의 에센스, 즉 민족정기라고 말한다. 이어 민족정기는 백두산에서 발하여 지리산으로 흘러 일본의 사기(邪氣)를 억누르는데, 철심을 박고, 수도에 대일본 형태를 만들고, 경부선을 우회시켜 기를 끊었다는 일제단맥설은 이 같은 인식에서 유래된 것이라 말한다. 책에서 한국이 주자학으로 규율되어 있음을 논증한 오구라에 따르면, 요컨대 민족정기의 기는 주자학 이기론에서의 기로서, 표면상으로는 기를 내세우지만 기를 지배하는 도덕성인 리야말로 주목되어야 한다.

## 용례
민족정기라는 말이 처음으로 문서상에 등장한 것은 1941년 11월 대한민국임시정부가 채택한 〈대한민국건국강령〉으로 생각된다.
우리나라는 우리 민족이 반만년래로 공통한 말과 글과 국토와 주권과 경제와 문화를 가지고 공통한 민족정기(民族正氣)를 길러온 우리끼리로써 형성하고 단결한 고정적 집단의 최고조직임.— 〈대한민국건국강령〉

독립 이후 소위 친일파 청산과 반공을 뒷받침하는 논리로 동원되었으며, 국민통합을 꾀한 박정희 정권에 들어서 대대적으로 주창되었다. 박정희는 첫 대통령 취임사에서 "(...) 5월 혁명으로 부패와 부정을 배격함으로써 민족정기를 되찾아, 오늘 여기에 우람한 새 공화국을 건설하기에 이른 것입니다."라고 말했다. 남산 안중근의사기념관에는 '민족정기의 전당'이라는 박정희 휘호가 새겨진 비석이 있다.
한국의 철학자 박종홍은 1968년 쓰인 이하의 글에서, 민족정기를 단적으로 주체의식이라고 말했다. 글에서 무실역행은 주로 주자학 철학, 경세택민은 주로 이른바 실학을 뜻한다. 오구라에 따르면, 박종홍의 이러한 주체의식을 강조한 이야기는 당시의 청년들을 강하게 고무하여 그 후의 한국의 민주화와 경제발전에 막대한 영향을 끼쳤다고 한다.
주체의식이란 즉 민족정기이다. 만약 이 주체의식으로부터 유리되게 되면, 어떠한 사상도 우리의 것으로서 살려나갈 수 없다. 우리의 것으로 될 수 없는 이상, 여전히 타자의 흉내밖에 될 수 없으며, 그것은 얼이 빠진 형해에 지나지 않는다. 그러나 언제까지나 그러하기만 해서는 안 된다. 주체의식은 민중들의 거짓이 없는 저변의 생활 자체가 참으로 되면 될수록 엄연히 간취될 수밖에 없는 것이기 때문이다. 따라서 민족해방 사상은 주체의식의 앙양과 분리될 수 없다는 것을 알 수 있다. 그리고 그 자각이 무실역행과 경세택민 사상의 고조와 더불어 전개되어왔던 것이다. (...) 우리가 오늘날 비로소 갑자기 근대적인 사상을 접하게 된 것이 아니다. 우리가 이제 극복하고자 하는 것과 거의 다른 것이 아닌 고난을 우리의 선인들도 경험하고, 올바른 삶의 길을 개척하기 위해 싸워왔던 것이다.— 《한국의 사상적 방향》 76쪽, 《조선사상사》에서 재인용

1984년 한국의 산악동호회 '우리를 생각하는 모임', '오르내림산우회' 등에서 쇠말뚝 괴담에 입각하여 "민족정기 말살을 위해" 일제가 박아놓았다는 쇠말뚝을 뽑아 독립기념관에 기증하는 운동을 시작했다.
김영삼 정부는 취임식에서 "어느 동맹국도 민족보다 더 나을 수는 없다. 어떤 이념이나 어떤 사상도 민족보다 더 큰 행복을 가져다주지 못 한다"고 선언, 광복 50주년에 즈음하여 '민족정기 회복'을 위해 전국적으로 대대적인 사업을 벌였다(역사바로세우기). 역대 대통령 집무실인 청와대 옛 본관 철거, 국립중앙박물관 철거, 쇠말뚝 제거, 국민학교의 초등학교로의 개칭, 임정요인 유해봉환, 독립유공자 확대, 중국의 임정청사복원 등 수많은 사업이 민족정기 회복 이름 아래 이루어졌다.
2020년 조정래는 "반민특위는 반드시 민족정기를 위하여 왜곡된 역사를 바로잡기 위해서 부활시켜야 합니다. 그래서 지금 150만, 60만 하는 친일파들을 전부 단죄해야 한다고 생각합니다. (...) 토착왜구라고 부르는 일본에 유학을 갔다 오면 무조건 다 친일파가 돼 버립니다. 민족 반역자가 됩니다"라고 주장하여 물의를 빚었다.